# Rukaj
Rukaj is na de gemeentelijke herinrichting van 2015 een deelgemeente (njësitë administrative përbërëse) van de Albanese stad (bashkia) Mat.
De deelgemeente bestaat uit de volgende kernen: Bruç, Laç, Prellë, Rremull, Rukaj en Urakë.